# Смирнов, Артём Юрьевич
Артём Юрьевич Смирнов (22 октября 1999, Москва) — российский биатлонист, призёр чемпионата России.

## Биография
На внутренних соревнованиях представляет Москву (СШОР № 43), тренер — Радюк Павел Александрович.
На юниорском уровне становился победителем первенства ЦФО (2018), бронзовым призёром первенства России среди юниоров (2019). В 2020 году был включён в состав юниорской сборной России перед чемпионатом Европы, однако турнир был отменён из-за пандемии коронавируса.
В 2019 году стал бронзовым призёром взрослого чемпионата России в одиночной смешанной эстафете в составе сборной Москвы.